# 会えるまで
「会えるまで」（あえるまで）は、韓国の男性アイドルグループ・B1A4の日本で発売されたシングル。2018年4月10日にユニバーサルミュージックから発売。

## 概要

### 発売形態
- 以下の8形態で発売
  - 初回限定盤A（CD+DVD）：UPCH-7404
  - 初回限定盤B（CD+撮りおろし24Pフォトブックレット）：UPCH-7405
  - 通常盤（CDのみ）：UPCH-5938
  - ジニョン盤（CDのみ）：PDCJ-5096
  - シヌゥ盤（CDのみ）：PDCJ-5097
  - サンドゥル盤（CDのみ）：PDCJ-5098
  - バロ盤（CDのみ）：PDCJ-5099
  - ゴンチャン盤（CDのみ）：PDCJ-5100

## 収録曲

### CD
1. 会えるまで
2. Mommy Mommy
3. 会えるまで（Instrumental）
4. Mommy Mommy（Instrumental）

### DVD

#### 初回限定盤A
1. 「会えるまで」Music Video